# Philipp Löhle/Werkliste
Während im Hauptartikel nur ausgewählte Werke beschrieben werden, findet sich hier eine Liste aller Werke.

## Werkliste
- 2005: KAUF-LAND, UA: 14. April 2005, Theater Erlangen[1]
- 2007: Genannt Gospodin, UA: 28. Oktober 2007, Schauspielhaus Bochum
- 2008:
  - Die Kaperer oder Reiß nieder das Haus und erbaue ein Schiff, UA: 20. März 2008, Wiener Schauspielhaus[1]
  - Big Mitmache, UA Schaubühne am Lehniner Platz Berlin
  - Lilly Lenk oder schwere Zeiten für die Rev ..., UA: 7. November 2008, Theater Heidelberg
- 2009:
  - Morgen ist auch noch ein Tag, UA: 31. Januar 2009, Theater Baden-Baden[1]
  - Die Rattenfalle, UA: Februar 2009, Theater Aalen[1]
  - Die Unsicherheit der Sachlage, UA: Mai 2009, Schauspielhaus Bochum[1]
- 2010: Die Überflüssigen, UA: 28. Mai 2010, Maxim-Gorki-Theater Berlin[1]
- 2011: 
  - supernova (wie gold entsteht), 15. Januar 2011, Nationaltheater Mannheim[1]
  - Das Ding, UA: 14. Mai 2011, Schauspielhaus Hamburg[1]
- 2012: Der Wind macht das Fähnchen, UA: 20. Januar 2012, Theater Bonn
- 2013:
  - Nullen und Einsen, UA: 19. Januar 2013, Staatstheater Mainz.[2]
  - Du (Normen), UA: 1. Juni 2013, Nationaltheater Mannheim[1]
  - Fluchtfahrer, UA: 18. Dezember 2013, Schauspiel Stuttgart
- 2014:
  - Wir sind keine Barbaren!, UA: 8. Februar 2014, Theater Bern[1]
  - Herr Weber und andere, noch nicht aufgeführt[1]
  - Vintulato, mein hund und die Farbe blau, Dramatiker erzählen für Kinder Bd. 4
- 2015:
  - Jede Stadt braucht ihren Helden, UA: 20. Mai 2015, Deutsches Theater Berlin[1]
- 2018:
  - Bombenteppich, Hörspiel, Regie: Björn SC Deigner, SWR